# 프랭크 A. 배렛

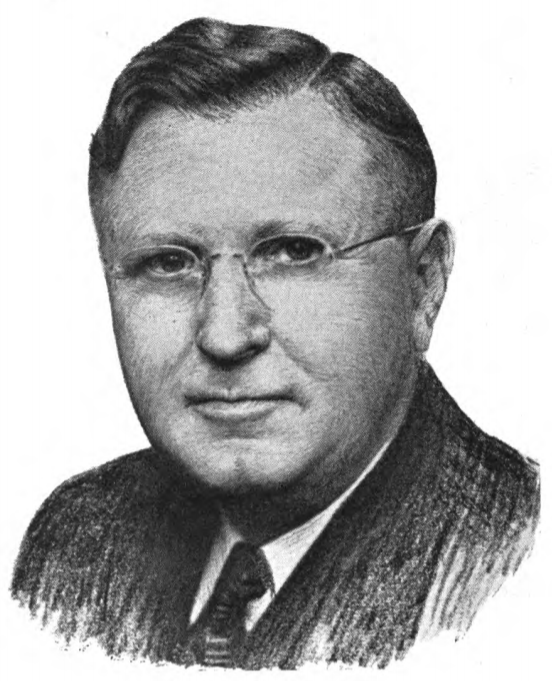

프랭크 A. 배렛(Frank A. Barrett, 본명: 프랭크 앨로이시스 배렛, Frank Aloysius Barrett, 1892년 11월 10일 ~ 1962년 5월 30일)은 미국의 병사 (군사), 변호사, 정치인이었다. 미국 하원과 미국 상원의 공화당 의원을 역임했고, 와이오밍주의 21대 주지사를 역임했다.

## 사망
배렛은 1962년 5월 15일 백혈병 진단을 받았고 불과 15일 후인 69세의 나이로 사망했다. 그는 러스크의 러스크묘에 안장되었다. 배렛은 독실한 가톨릭 신자였으며 콜럼버스 기사단의 회원이었다.

## 역대 선거 결과
| 선거명      | 직책명                         | 대수 | 정당   | 득표율 | 득표수   | 결과 | 당락                     |
| ----------- | ------------------------------ | ---- | ------ | ------ | -------- | ---- | ------------------------ |
| 1932년 선거 | 상원의원 (와이오밍 제-부)      | 23대 | 공화당 | 0%     | 표       | 1위  | 와이오밍 주의원 당선     |
| 1936년 선거 | 하원의원 (와이오밍 광역선거구) | 75대 | 공화당 | 42.07% | 41,362표 | 2위  | 낙선                     |
| 1942년 선거 | 하원의원 (와이오밍 광역선거구) | 78대 | 공화당 | 50.72% | 37,965표 | 1위  | 와이오밍주 하원의원 당선 |
| 1944년 선거 | 하원의원 (와이오밍 광역선거구) | 79대 | 공화당 | 55.70% | 53,533표 | 1위  | 와이오밍주 하원의원 당선 |
| 1946년 선거 | 하원의원 (와이오밍 광역선거구) | 80대 | 공화당 | 56.01% | 44,512표 | 1위  | 와이오밍주 하원의원 당선 |
| 1948년 선거 | 하원의원 (와이오밍 광역선거구) | 81대 | 공화당 | 51.53% | 50,218표 | 1위  | 와이오밍주 하원의원 당선 |
| 1950년 선거 | 와이오밍 주지사                | 21대 | 공화당 | 56.15% | 54,441표 | 1위  | 와이오밍 주지사 당선     |
| 1952년 선거 | 상원의원 (와이오밍 제1부)      | 83대 | 공화당 | 51.64% | 67,176표 | 1위  | 와이오밍주 상원의원 당선 |
| 1958년 선거 | 상원의원 (와이오밍 제1부)      | 86대 | 공화당 | 49.16% | 56,122표 | 2위  | 낙선                     |